# Kruszewo (województwo wielkopolskie)
Kruszewo – wieś w Polsce położona w województwie wielkopolskim, w powiecie pilskim, w gminie Ujście.
W latach 1975–1998 miejscowość administracyjnie należała do województwa pilskiego.

## Nazwa
Nazwa miejscowości pochodzi od mianownika liczby mnogiej słowa krusza, oznaczającego gruszę (drzewo owocowe). Dzikie grusze rosły bowiem wokół kruszewskiego pałacu oraz na terenie wielu tamtejszych gospodarstw i zagród, będąc najpospolitszymi drzewami w okolicy. Miejscowi określali je jako „krusze”, stąd też nazwa wsi – Kruszewo.

## Historia
Miejscowość historycznie należała do Wielkopolski, ma metrykę średniowieczną i jest notowana od początku XV wieku. Wymieniona została w 1403 po łacinie jako Cruschevo, 1469 Cruszewo, 1486 Kruszewo.
Według najwcześniejszego zapisu z 1403 biskup poznański Wojciech Jastrzębiec przeznaczył różne dziesięciny dla wikariuszy katedry poznańskiej, w tym m.in. z Kruszewa. W 1406 papież Grzegorz XII zatwierdził tę darowiznę. W 1508 miejscowość leżała w powiecie poznańskim Korony Królestwa Polskiego w parafii Czarnków. Była wsią szlachecką leżącą w dobrach czarnkowskich, własnością lokalnego wielkopolskiego rodu szlacheckiego Czarnkowskich herbu Nałęcz.
W 1506 Maciej z Czarnkowa zapisał posag i wiano swojej żonie Katarzynie na połowie posiadanych dóbr, które należały mu się w działach wraz z bratem Sędziwojem, w tym m.in. na części Kruszewa. W 1507 Maciej i Sędziwój Czarnkowscy synowie Sędziwoja Czarnkowskiego starszego, dzieląc między siebie dobra czarnkowskie, podzielili Kruszewo na dwie części. W 1513 Maciej oraz Sędziwój Czarnkowscy rozgraniczyli swoje wsie Kruszewo i Walkowice z Jabłonowem oraz Mirosławem koło Ujścia. Granica wsi rozpoczynała się przy drodze szamotulskiej biegnącej z Ujścia do Szamotuł.
W 1556 syn Sędziwoja kasztelan śremski Wojciech Sędziwój Czarnkowski otrzymał od brata Stanisława Sędziwoja Czarnkowskiego m.in. część wsi Kruszewo. W 1557 syn Macieja - Wojciech Czarnkowski otrzymał od braci m.in. części w Kruszewie. W 1558 tenże Wojciech otrzymał od Wojciecha Sędziwoja Czarnkowskiego części Kruszewa oraz części Nadolnego Młyna, a w zamian oddał mu połowę strugi Osuch oraz połowę wsi Biała koło Czarnkowa. Według umowy poddani Wojciecha Sędziwoja zachować mieli prawo do pastwisk w lasach kruszewskich. W 1580 roku wieś należała do Barbary z Górków Czarnkowskiej.
Wieś odnotowały historyczne księgi podatkowe. W 1469 wieś Kruszewo zapłaciła 14 grzywien kary, ponieważ nie uiściła wiardunków królewskich. W 1508 miejscowość zapłaciła wiardunki wojenne z 22 półłanków oraz dwóch karczm. W 1509 miał miejsce pobór podatków z 22 półłanków oraz dwóch karczm, a sołtys uprawiał 1,5 łana roli. W 1510 pobór odbył się z 21 półłanków. W 1553 zapłacono pobór z 2 działów: z działu synów Macieja Czarnkowskiego oraz z działu synów Sędziwoja Czarnkowskiego. Pobrano podatki z 11 i 3/4 łana, dwóch karczm, dwóch komorników, kowala, krawca oraz trzech kołodziejów. W 1577 podatki we wsi zapłacił kasztelan rogoziński Wojciech Czarnkowski syn Macieja. W 1580 pobór zapłaciła Barbara z Górków Czarnkowska wdowa po Wojciechu Czarnkowskim - od 10 łanów, 9 zagrodników, kowala, oraz karczmy posiadającej ziemię uprawną.
W 1749 roku wieś stała się główną siedzibą hrabiowskiego rodu Świnarskich. W 1870 roku hrabia Roman Świniarski wymienił z Wallenbergiem ziemię kruszewską na dobra w Obrze koło Chodzieży. Nowy właściciel rozebrał stare budynki i pałac (kryty jeszcze strzechą), by wznieść nowy – o neorenesansowej bryle, z okrągłą basztą, tak charakterystycznym do dziś elementem kruszewskiego krajobrazu. W kolejnych dziesięcioleciach kompleks pałacowy kilkakrotnie zmieniał swych właścicieli, a po 1918 roku również swe przeznaczenie. Mieściły się w nim bowiem: niższe seminarium duchowne, dom matki i dziecka, a po 1945 roku ośrodek zdrowia, dom dziecka, sanatorium i szpital pulmonologiczny. W 1998 roku obiekt został sprzedany prywatnym właścicielom, którzy planują przekształcić go w centrum hotelowo-rekreacyjno-konferencyjne.
Istotny rozwój wsi nastąpił po 1909 roku, kiedy założono tu nową kolonię dla 20 niemieckich osadników, zbudowano wzdłuż głównej drogi w kierunku Piły. W 1918 mieszkańcy zorganizowani przez Jana Górznego przyłączyli się do powstania wielkopolskiego. W 1924 roku założono tutaj Kółko Rolnicze, a dwa lata później zakończono budowę kościoła pw. Świętego Wojciecha. W 1959 roku oddano do użytku Wiejski Dom Kultury. W 1996 roku rozpoczęto budowę kanalizacji i oczyszczalni ścieków, a rok później uruchomiono telefoniczną centralę cyfrową.

## Komunikacja i media
Przez Kruszewo wiodą trasy autobusów PKS Piła, PKS Wałcz. Dawniej istniała również linia kolejowa, jednak została zlikwidowana.
Wieś nie jest podłączona do infrastruktury sieci gazowej.
Ścieki odprowadzane są do lokalnej biologiczno-mechanicznej oczyszczalni ścieków.

## Oświata
W Kruszewie znajduje się Szkoła Podstawowa im. Kornela Makuszyńskiego, filia gminnej biblioteki oraz przedszkole.

## Rozrywka i sport
Rozrywkę zapewnia Wiejski Dom Kultury, który daje możliwość grania w bilard, grania w tenisa stołowego oraz darmowy dostęp do Internetu na czterech stanowiskach. W ciągu roku organizuje również wiele zabaw oraz dyskotek.
Znajduje się tu kompleks boisk „Orlik” z boiskiem do piłki nożnej oraz koszykówki lub siatkówki.
Przed budynkiem szkoły znajduje się również rekreacyjne boisko piłkarskie z trybunami.

## Zabytki
Są tutaj także kościół parafialny pw. św. Wojciecha z 1928 r. oraz cmentarz. Świątynia przez wiele lat przyciągała uwagę ze względu na swoje otoczenie zbudowane z wielu głazów narzutowych. Kamienie gromadził były proboszcz kruszewskiej parafii – ksiądz Marian Derkaczewski. Wiele z nich miało szczególne znaczenie. Były to kamienie jubileuszowe, kamień św. Wojciecha i Jana Pawła II, grota Miłości, grota Zawierzenia Matce Bożej i inne. Całe otoczenie zostało zastąpione parkingiem przez proboszcza – księdza Jerzego Ranke, który dokonał również remontu świątyni.
We wsi znajduje się tzw. pałac w Kruszewie z 1749 r. o neorenesansowej bryle, z okrągłą basztą i otaczającym go parkiem – tak charakterystycznym do dziś elementem kruszewskiego krajobrazu. Obecnie w prywatnym, zamkniętym posiadaniu.

## Zdrowie i bezpieczeństwo
W Kruszewie znajduje się publiczny ośrodek zdrowia, gabinet dentystyczny oraz apteka. O bezpieczeństwo dba Ochotnicza Straż Pożarna (włączona do krajowego systemu ratowniczego).

## Praca
W Kruszewie do najważniejszych zakładów pracy należą „Zakład Zaopatrzenia Rolnictwa Aleksander Kudliński”, ImTechnika, WBP Services Kruszewo oraz „Tartak Stolarnia Edward Derek”.